# Rumänien i olympiska vinterspelen 1968
Rumänien deltog i olympiska vinterspelen 1968. Rumäniens trupp bestod av 30 idrottare varav 29 var män och 1 var kvinnor.

## Medaljer

### Brons
- Bob
  - Två-manna: Ion Panțuru och Nicolae Neagoe

## Resultat

### Alpin skidåkning
- Störtlopp herrar
  - Dan Cristea - 62
  - Dorin Munteanu - 65

- Storslalom herrar
  - Dan Cristea - 49
  - Dorin Munteanu - 55

- Slalom herrar
  - Dan Cristea - 25
  - Dorin Munteanu - åkte ut i kvalet

### Bob
- Två-manna
  - Ion Panțuru och Nicolae Neagoe
  - Romeo Nedelcu och Gheorghe Maftei - DNF

- Fyra-manna
  - Ion Panțuru, Petre Hristovici, Gheorghe Maftei och Nicolae Neagoe - 4

### Ishockey
- Herrarnas turnering
  - Constantin Dumitraș, Mihai Stoiculescu, Ștefan Ionescu, Dezideriu Varga, Zoltan Czaka, Zoltan Fagarasi, Răzvan Schiau, Ștefan Texe, Vasile Boldescu, Eduard Pană, Geza Szabo, Ion Bașa, Iulian Florescu, Aurel Moiș, Alexandru Calamar, Valentin Ștefan, Ioan Gheorghiu, Iuliu Szabo - 12

### Konståkning
- Singel damer
  - Beatrice Huștiu - 29

### Skidskytte
- 20 km herrar
  - Constantin Carabela - 14
  - Vilmoș Gheorghe - 22
  - Gheorghe Cimpoia - 23
  - Nicolae Bărbășescu - 29
- 4 × 7,5 km herrar
  - Gheorghe Cimpoia, Constantin Carabela, Nicolae Bărbășescu, Vilmoș Gheorghe - 7